# Голланд (Арканзас)
Голланд (англ. Holland) — місто (англ. city) в США, в окрузі Фолкнер штату Арканзас. Населення — 586 осіб (2020).

## Географія
Голланд розташований на висоті 113 метрів над рівнем моря за координатами 35°9′57″ пн. ш. 92°16′40″ зх. д. / 35.16583° пн. ш. 92.27778° зх. д. (35.165748, -92.277821).  За даними Бюро перепису населення США в 2010 році місто мало площу 17,85 км², уся площа — суходіл.

## Демографія
Згідно з переписом 2010 року, у місті мешкало 557 осіб у 220 домогосподарствах у складі 165 родин. Густота населення становила 31 особа/км².  Було 243 помешкання (14/км²). 
Расовий склад населення:
| - 95,9 % — білих - 0,7 % — корінних американців - 0,2 % — чорних або афроамериканців |

До двох чи більше рас належало 2,9 %. Іспаномовні складали 2,9 % від усіх жителів.
За віковим діапазоном населення розподілялося таким чином: 23,2 % — особи молодші 18 років, 63,0 % — особи у віці 18—64 років, 13,8 % — особи у віці 65 років та старші. Медіана віку мешканця становила 42,2 року. На 100 осіб жіночої статі у місті припадало 104,8 чоловіків;  на 100 жінок у віці від 18 років та старших — 98,1 чоловіків також старших 18 років.
Середній дохід на одне домашнє господарство  становив 54 481 долар США (медіана — 50 089), а середній дохід на одну сім'ю — 63 818 доларів (медіана — 53 958). За межею бідності перебувало 14,6 % осіб, у тому числі 15,0 % дітей у віці до 18 років та 11,6 % осіб у віці 65 років та старших.
Цивільне працевлаштоване населення становило 287 осіб. Основні галузі зайнятості: мистецтво, розваги та відпочинок — 22,3 %, виробництво — 18,8 %, роздрібна торгівля — 14,3 %, освіта, охорона здоров'я та соціальна допомога — 11,5 %.
За даними перепису населення 2000 року в Голланді проживало 577 осіб, 164 родини, налічувалося 217 домашніх господарств і 235 житлових будинків. Середня густота населення становила близько 32,4 осіб на один квадратний кілометр. Расовий склад Голланда за даними перепису розподілився таким чином: 96,01 % білих, 1,39 % — корінних американців, 0,17 % — вихідців з тихоокеанських островів, 2,25 % — представників змішаних рас, 0,17 % — інших народів. Іспаномовні склали 0,35 % від усіх жителів міста.
З 217 домашніх господарств в 36,9 % — виховували дітей віком до 18 років, 57,1 % представляли собою подружні пари, які спільно проживали, в 12,4 % сімей жінки проживали без чоловіків, 24,4 % не мали сімей. 21,2 % від загального числа сімей на момент перепису жили самостійно, при цьому 10,1 % склали самотні літні люди у віці 65 років та старше. Середній розмір домашнього господарства склав 2,66 особи, а середній розмір родини — 3,01 особи.
Населення міста за віковим діапазоном за даними перепису 2000 року розподілилося таким чином: 28,4 % — жителі молодше 18 років, 8,8 % — між 18 і 24 роками, 30,5 % — від 25 до 44 років, 19,2 % — від 45 до 64 років і 13,0 % — у віці 65 років та старше. Середній вік мешканця склав 32 роки. На кожні 100 жінок в Голланді припадало 107,6 чоловіків, у віці від 18 років та старше — 104,5 чоловіків також старше 18 років.
Середній дохід на одне домашнє господарство в місті склав 32 368 доларів США, а середній дохід на одну сім'ю — 34 583 долара. При цьому чоловіки мали середній дохід в 29 219 доларів США на рік проти 20 982 долара середньорічного доходу у жінок. Дохід на душу населення в місті склав 15 370 доларів на рік. 10,6 % від усього числа сімей в окрузі і 15,1 % від усієї чисельності населення перебувало на момент перепису населення за межею бідності, при цьому 21,1 % з них були молодші 18 років і 7,8 % — у віці 65 років та старше.